# 比贝尔特雷
比贝尔特雷（法語：Bubertré，法語發音：[bybɛʁtʁe] ⓘ）是法国奥恩省的一个旧市镇，位于该省东部，属于莫尔塔涅欧佩什区。2016年1月1日，比贝尔特雷和相邻的另外9个市镇合并为新市镇图鲁夫尔欧佩什（Tourouvre au Perche）。

## 地理
比贝尔特雷（48°35'47"N, 0°36'0"E）面积13.72 平方千米，位于法国诺曼底大区奧恩省，该省份为法国西北部内陆省份，北起顺时针与卡爾瓦多斯省、厄尔省、厄尔-卢瓦省、萨尔特省、马耶讷省和芒什省接壤。
与比贝尔特雷接壤的市镇（或旧市镇、城区）包括：普雷波坦、维利耶苏莫尔塔涅、比维利耶、布勒索莱特、尚村、利涅罗勒、圣伊莱尔勒沙泰勒。

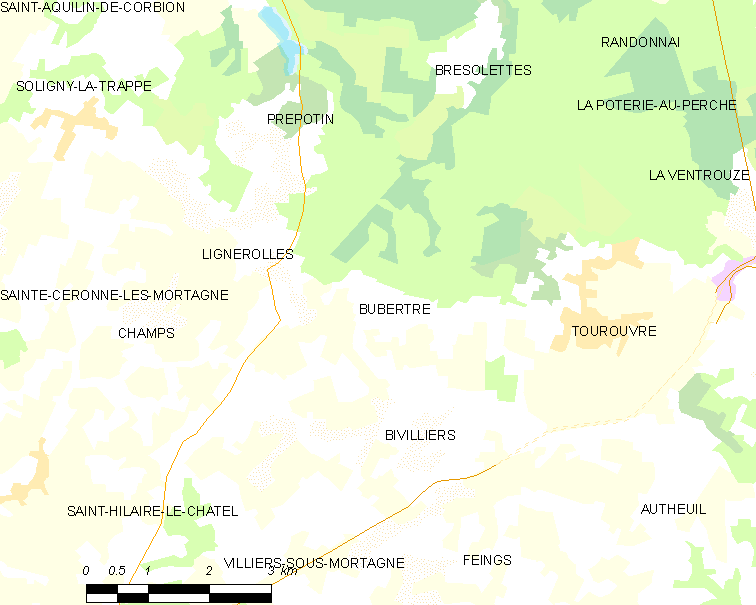
比贝尔特雷的OSM定位图

比贝尔特雷的时区为UTC+01:00、UTC+02:00（夏令时）。

## 行政
比贝尔特雷的邮政编码为61190，INSEE市镇编码为61065。

## 政治
比贝尔特雷所属的省级选区为图鲁夫尔欧佩什县。

## 人口

1962-2008年间比贝尔特雷人口变化图示

比贝尔特雷于2018年1月1日时的人口数量为134人。